# Vertrag von Semei
| Vertrag (von)                                                                         | Region                | Unterzeichner/ Ratifikation | Jahr Unterzeichnung/ in Kraft |
| ------------------------------------------------------------------------------------- | --------------------- | --------------------------- | ----------------------------- |
| Antarktisvertrag                                                                      | Antarktis             | 45/45                       | 1959/1961                     |
| Tlatelolco                                                                            | Lateinamerika/Karibik | 33/33                       | 1967/1968                     |
| Rarotonga                                                                             | Südpazifik            | 13/13                       | 1985/1986                     |
| Zwei-plus-Vier-Vertrag                                                                | ehem. DDR und Berlin  | 6/5*                        | 1990/1991                     |
| Atomwaffenfreie Zone Mongolei                                                         | Mongolei              | 1/1                         | 1992/2000                     |
| Bangkok                                                                               | Südostasien           | 10/10                       | 1995/1997                     |
| Pelindaba                                                                             | Afrika                | 53(54)/40                   | 1996/2009                     |
| Semei                                                                                 | Zentralasien          | 5/5                         | 2006/2009                     |
| * von allen noch existenten Vertragsparteien ratifiziert (die DDR bestand nicht mehr) |                       |                             |                               |

Zentralasien

Der Vertrag von Semei ist ein internationaler Vertrag, der das Testen, das Stationieren, den Besitz sowie die Herstellung von Kernwaffen in Zentralasien verbietet. Er wurde am 8. September 2006 von Kasachstan, Kirgisistan, Tadschikistan, Turkmenistan und Usbekistan im kasachischen Semei (früher Semipalatinsk) unterzeichnet.

## Unterstützung
Der Vertrag entstand gegen den erklärten Willen der Großmächte Russland und USA. Vor allem die USA scheuten sich vor rechtsverbindlichen Einschränkungen für künftige Waffenstationierungen und der Bewegungsfreiheit ihrer Nuklearwaffen. Russland hingegen fühlte sich durch die Präsenz der Vereinigten Staaten im postsowjetischen Raum beunruhigt. Schließlich begrüßten Russland und die Volksrepublik China das Vorhaben, während die westlichen Atommächte auf einer Zusatzvereinbarung bestanden, die es Russland untersagt, den Vertrag durch bilaterale Abkommen zu unterlaufen.
Alle fünf ständigen Mitglieder des UNO-Sicherheitsrats (auch die fünf Signatarstaaten des Atomwaffensperrvertrages) haben am 6. Mai 2014 das Protokoll zum Vertrag von Semei unterzeichnet. Dieses enthält unter anderem rechtsverbindliche Zusicherungen, keine Kernwaffen gegen die Vertragsparteien einzusetzen. Mit Ausnahme der USA haben die restlichen Mitglieder des Sicherheitsrats die Protokolle ratifiziert (Stand Mai 2016).

## Vereinbarungen
Die Unterzeichner-Staaten erhoffen sich durch den Vertrag eine Verbesserung ihrer Sicherheit. Das Kalkül ist, dass die eigenen Territorien, wenn sie kernwaffenfrei sind, auch keine lohnenden Ziele für nukleare Angriffe darstellen. Der Vertrag wurde in der kasachischen Stadt Semei (das ehemalige Atomwaffentestgelände ist unter dem alten russischen Namen Semipalatinsk bekannt) unterzeichnet, um an die Atomwaffentests der Sowjetunion auf einem dortigen Testgelände zu erinnern.
| Land          | Unterzeichnet | Hinterlegt    |
| ------------- | ------------- | ------------- |
| Kasachstan    | 8. Sep. 2006  | 26. Nov. 2008 |
| Kirgisistan   | 8. Sep. 2006  | 22. März 2007 |
| Tadschikistan | 8. Sep. 2006  | 12. Nov. 2008 |
| Turkmenistan  | 8. Sep. 2006  | 19. Apr. 2008 |
| Usbekistan    | 8. Sep. 2006  | 2. Apr. 2007  |